# Lasioglossum hethiticum
Lasioglossum hethiticum är en biart som beskrevs av Ebmer 1970. Lasioglossum hethiticum ingår i släktet smalbin, och familjen vägbin. Inga underarter finns listade i Catalogue of Life.